# Albania en los Juegos Olímpicos de Río de Janeiro 2016
Albania estuvo representada en los Juegos Olímpicos de Río de Janeiro 2016 por seis deportistas que compitieron en tres deportes.
La portadora de la bandera en la ceremonia de apertura fue la atleta Luiza Gega. El equipo olímpico albanés no obtuvo ninguna medalla en estos Juegos.